# 칙 코리아
칙 코리아(영어: Chick Corea, 본명:  Armando Anthony Corea, 1941년 6월 12일 ~ 2021년 2월 9일)는 미국 출신의 피아니스트이자 키보디스트, 작곡가이다. 〈Spain〉 등의 곡을 작곡했는데 현대에는 재즈 스탠더드로 받아들여진다. 1960년대 후반에는 마일스 데이비스의 밴드에 소속되어 재즈 퓨전을 함께 만들어갔다. 이후 1970년대에는 리턴 투 포에버를 창단하여 허비 행콕, 빌 에반스, 키스 자렛, 매코이 타이너 등과 함께 존 콜트레인 이후 현대 재즈 피아니스트계의 거장으로 인정받는다. 2021년 2월 9일 희귀암으로 인해 사망했다.

## 생애
칙 코리아는 1941년 6월 12일, 미국 매사추세츠주 첼시의 남부 이탈리아계 가정에서 태어났다. 그의 아버지는 칼라브리아주 카탄차로 출신으로, 보스턴에서 1930년대와 1940년대에 한 딕시랜드 밴드에서 트럼펫 주자로 활동했다. 이런 환경 속에서 칙 코리아는 4살 때부터 피아노를 치기 시작했다. 디지 길레스피, 찰리 파커, 버드 파월, 호러스 실버, 레스터 영 등의 비밥 아티스틀에게 영향을 받아으며, 8세에는 드럼을 배우기 시작하였으나 정식 수업은 살바토레 술로와 함께 한 클래식 피아노 연주가 유일하였다.
고등학교를 졸업한 후, 1950년대 후반 컬럼비아 대학교의 인문 예술 과정에 입학한 지 2-3주 만에 중퇴하고 10개월간 하루에 8시간씩 연습을 하여 뉴욕의 줄리아드 스쿨에서 받아주었지만 적성에 맞지 않았다. 1964년 경부터 캡 캘러웨이를 비롯하여 블루 미첼, 허비 만, 윌리 보보, 몽고 산타마리아의 라틴 밴드 공연에서 경력을 시작하였다. 1966년 데뷔 음반 《Tones for Joan 's Bones》를 발표하는 한편 칼 제이더 《Soul Burst》, 스탄 게츠 《What The World Needs Now: Stan Getz Plays Bacharach》, 도널드 버드 《The Creeper》, 디지 길레스피 《Live at the Village Vanguard》에서 세션도 병행하였다.
1967년 사라 본의 반주자로 일한 후 허비 행콕을 대신하여 마일즈 데이비스 그룹에 가입한다. 《In a Silent Way》, 《Bitches Brew 》등의 앨범에 참여한다. 이 때부터 마일스의 지시로 퓨전 재즈의 탄생 방향울 제시할 《Filles de Kilimanjaro》에서 일렉트릭 피아노(펜더 로즈)를 연주하게 되었다.
1970년 8월 29일 영국 와이트 섬 축제에 마일스 그룹의 일원으로 참여한 뒤 탈퇴한 후, 베이스에 데이브 홀랜드, 드럼에 배리 앨트셜과 그룹 "Circle"을 결성하여 《Paris-Concert》 등의 모험적인 음반 3장을 녹음하였다. 나중에 색소폰 주자인 앤터니 브랙스턴을 영입해 프리재즈 성향의 연주를 전개하였다.
1971년, 베이시스트인 스탠리 클락 등과 크로스 오버 / 재즈 밴드인 리턴 투 포에버 (Return To Forever)를 결성하여, ECM 레코드에서 앨범 《Return to Forever》를 발표하였다. 갈매기 재킷으로 유명한 이 앨범은 70년대 재즈 퓨전 최대 성공작이 된다. 혁신적인 음악성과 탁월한 연주 기술을 바탕으로 이 밴드는 수많은 작품을 만들어 최고 아티스트로서의 지위를 확립한다. 그 중에서도 《Light as a Feather》에 수록되어 있는 "Spain"은 지금도 다른 연주가들에 의해 연주가 계속되어 재즈로서나 칙 자신의 대표곡이다. 당초 플로라 푸림이나 아이라토 모레이라 등 브라질의 멤버가 중심이었기 때문에 라틴 색이 강한 그룹이었지만, 그들의 탈퇴 후 1973년에는 기타리스트 빌 코너즈가 1974년에는 그를 대신하여 알 디 메올라가 가입하고 락색이 더 짙은 방향으로 나갔다.
1976년, 라틴 요소가 가득한 《My Spanish Heart》는 재즈 녹음 사상 전례가 없는 17만 장이 판매되었다. 이듬해 허비 행콕과 듀엣으로 어쿠스틱 피아노로 벨러 버르토크, 조지 거슈윈과 마일스 데이비스를 즉흥 연주했을 때 많은 재즈 평론가들은 10년간의 연주 여행을 고려하여 창작하였다고 피플지는 평단의 용어 색인을 보고하였다.
1978년, 리턴 투 포에버를 해산한 칙은 Friends, Three Quartets 등 일렉트릭이나 정통파 재즈에도 때로는 클래식에 도전하는 등 다채로운 활동을 계속한다. 1985년 데이브 웨클, 존 파티투치 같은 젊은 멤버들과 "일렉트릭 밴드"를 결성한다. 1989년 같은 멤버로 "어쿠스틱 밴드"로 이름을 바꾸고 스탠다드를 중심으로 한 앨범 《Akoustic Band》를 발표하였다.
1992년, 그의 매니저인 론 모스와 공동으로 유니버설 뮤직이 배급하는 원래 자신의 레벨인 스트레치 레코드를 설립하였다. 그러나 GRP 레코드와의 계약상 스트레치에서 선보이지 못하고, 1995년 발표한 《Time Warp》가 진행되었다.
1997년, 버클리 음악 대학에서 명예 박사 학위를 수여받았다.
최근에는 현대의 서양 고전 음악에도 관심이 높아져 자신의 테마곡인 "Spain"을 편곡해, 6인조 밴드와 관현악단이 함께 한 곡과 첫 번째 피아노 협주곡을 작곡하고, 오라이언 현악사중주단의 위촉으로 현악 4중주 'Adventures of Hippocrates' (2004)도 썼다.
2004년, 일렉트릭 밴드 오리지널 밴드로 부활하여, 《To the Stars》를 발표하였다. 2006년 옛 동지인 스티브 가드와 크리스티안 맥브라이드와 앨범 《Super Trio》를 제작 발표하고, 2007년 리턴 투 포에버의 결성을 여러 번 발표하였다.
2008년, 일본의 피아니스트인 우에하라 히로미와 실황 음반 《Duet (Chick & Hiromi)》에서 공동 작업하며 4월 30일 일본무도관 경기장에서 콘서트를 열었다.
2021년 2월 9일, 탬파베이 지역에 있는 자택에서 79세의 나이로 숨을 거두었다. 사인은 희귀암이다.

## 평가
1960년대부터 가장 중요한 재즈 음악가 중 한 명이다. 언제라도 영예에 안주하지 않고 중요한 여러 음악 프로젝트에 참여하고 있으며, 그의 음악적 호기심은 결코 수그러들지 않았다. 허비 행콕과 키스 재럿과 함께 빌 에반스와 맥코이 타이너 이후 나타난 최고의 스타일리스트 중 하나였다. 신시사이저에서 꽤 독특하고 인식할 수 있는 몇 안 되는 일렉트릭 키보드 연주가일 뿐만 아니라 '스페인', '라 피에스타', '윈도우' 등 여러 재즈 스탠더드를 작곡하여 왔다.

## 내한 공연
| 날짜              | 장소                                   | 비고 |
| ----------------- | -------------------------------------- | --- |
| 1994년 11월 6-7일 | 힐튼호텔 컨벤션센터(밀레니엄 서울힐튼) | 팔리아먼트 슈퍼밴드 (존 패티투치: 베이스, 밥 버그: 색소폰, 게리 노박: 드럼)                                     |
| 2000년 8월 27일   | 예술의전당 콘서트홀                    | 솔로 |
| 2007년 3월 10일   | 예술의전당 콘서트홀                    | 게리 버튼과 듀오                                                                                                |
| 2014년 6월 13일   | 대구 수성아트피아 용지홀               | 게리 버튼과 듀오                                                                                                |
| 2014년 6월 14일   | 블루스퀘어 삼성카드홀                  | 게리 버튼과 듀오                                                                                                |
| 2009년 1월 31일   | 이화여대 대강당                        | 파이브 피스 밴드 (존 매클로플린: 기타, 케니 가렛: 색소폰, 크리스턴 맥브라이드: 베이스, 브라이언 블레이드: 드럼) |
| 2011년 10월 12일  | 고양아람누리 아람극장                  | 리턴 투 포에버 Ⅳ (스탠리 클락: 베이스, 레니 화이트: 드럼, 프랭크 겜베일: 기타, 장 뤽 퐁티: 바이올린)            |
| 2011년 10월 14일  | 예술의전당 콘서트홀                    | 리턴 투 포에버 Ⅳ (스탠리 클락: 베이스, 레니 화이트: 드럼, 프랭크 겜베일: 기타, 장 뤽 퐁티: 바이올린)            |
| 2015년 5월 23일   | 올림픽공원 May Forest(88 잔디마당)     | 허비 행콕과 듀오                                                                                                |
| 2017년 3월 8일    | LG아트센터                             | 칙 코리아 일렉트릭 밴드                                                                                         |
| 2018년 10월 30일  | 롯데콘서트홀                           | 솔로 |

## 참고 문헌
- https://archive.today/20170318104928/http://www.allmusic.com/artist/chick-corea-mn0000110541/biography
- https://archive.today/20170320042619/http://www.encyclopedia.com/education/news-wires-white-papers-and-books/corea-chick
- https://archive.today/20170320141237/https://www.allaboutjazz.com/chick-corea-creative-giant-chick-corea-by-esther-berlanga-ryan.php?pg=1&width=1024
- https://www.bluenote.com/artist/chick-corea/